# Synalpheus minus
Synalpheus minus är en kräftdjursart som först beskrevs av Thomas Say 1818.  Synalpheus minus ingår i släktet Synalpheus och familjen Alpheidae. Inga underarter finns listade i Catalogue of Life.